# DJ-Kicks: C.J. Bolland
DJ-Kicks: C.J. Bolland – album zawierający didżejski mix belgijskiego muzyka C.J. Bollanda, wydany 4 września 1995 roku w Niemczech nakładem wytwórni !K7 Records jako pierwszy album z jej serii DJ-Kicks. W tym samym roku w Niemczech została wydana również wersja kasetowa.

## Album

### Historia i muzyka
W 1995 roku niezależna wytwórnia !K7 Records zainaugurowała serię DJ-Kicks wydając w jej ramach miksy i sety DJ-skie, prezentujące różnorodne style i gatunki, tworzone przez najlepszych artystów w branży. Pierwszym albumem z tej serii stał się miks belgijskiego didżeja C.J. Bollanda. Jest on utrzymany w jednolitym rytmie 4/4, właściwym dla belgijskiego techno i mniej eklektyczny niż jego właściwe albumy muzyka. Zdaniem Deana Carlsona z AllMusic album „bardzo taneczny, choć trochę nieśmiały, jest pierwszym spojrzeniem na kolekcję płyt jednego z najwybitniejszych muzyków techno”.

### Lista utworów
Lista według AllMusic:
| Nr  | Tytuł utworu        | Oryginalny wykonawca      | Długość |
| --- | ------------------- | ------------------------- | ------- |
| 1.  | „Construction Tool” | Patrick Pulsinger         | 4:47    |
| 2.  | „Bang the Acid”     | Damon Wild & Tim Taylor   | 3:51    |
| 3.  | „Drome”             | Joey Beltram              | 2:36    |
| 4.  | „Memory Panic”      | Magenta                   | 4:39    |
| 5.  | „Presence”          | Bandulu                   | 3:31    |
| 6.  | „AB-Chic”           | Tom De Luxe               | 7:35    |
| 7.  | „Stronghold”        | B.C.                      | 6:39    |
| 8.  | „Recognise”         | Manuel & Clive            | 3:40    |
| 9.  | „In from the Night” | Planetary Assault Systems | 3:18    |
| 10. | „Be Yourself”       | Rotor Type                | 5:29    |
| 11. | „Syn Son”           | Clementine                | 4:52    |
| 12. | „Re-Enforcement”    | Sound Enforcer            | 3:16    |
| 13. | „Transverse Waves”  | Paramatrix                | 4:24    |
| 14. | „Starway Ritual”    | Planetary Assault Systems | 3:51    |
| 15. | „Wayfarer”          | Phrenetic System          | 5:41    |
|     |                     |                           | 1:08:09 |

### Personel
Informacje według Discogs:
- C.J. Bolland – DJ Mix, kompilacja
- Marc Schilkowski – design
- Ali Kepenek – zdjęcie